# Reuil-sur-Brêche
Reuil-sur-Brêche är en kommun i departementet Oise i regionen Hauts-de-France i norra Frankrike. Kommunen ligger i kantonen Froissy som tillhör arrondissementet Clermont. År 2022 hade Reuil-sur-Brêche 329 invånare.

## Befolkningsutveckling
Antalet invånare i kommunen Reuil-sur-Brêche
| Referens: INSEE |